# ジェレマイア・エストラーダ
- ジェレマイア・エストラダ

ジェレマイア・ラミロ・エストラーダ（Jeremiah Ramiro Estrada, 1998年11月1日 - ）は、アメリカ合衆国カリフォルニア州リバーサイド郡ランチョミレージ出身のプロ野球選手（投手）。右投両打。MLBのサンディエゴ・パドレス所属。

## 経歴

### プロ入りとカブス時代
2017年のMLBドラフト6巡目（全体195位）でシカゴ・カブスから指名されプロ入り。傘下のルーキー級アリゾナリーグ・カブスでプロデビューした。
2019年に右肘のトミー・ジョン手術を受けた。
2022年8月20日に40人枠へ登録され、メジャーへ昇格。同日のトロント・ブルージェイズ戦に救援登板してメジャーデビューした。この年メジャーでは5試合に登板して防御率3.18を記録した。
2023年は12試合に登板して防御率6.75を記録した。オフの11月20日に40人枠を外れ、マイナー契約となった。

### パドレス時代
2023年11月6日にウェイバー公示を経てサンディエゴ・パドレスへ移籍した。
2024年5月23日から28日にかけての登板で、1961年のエクスパンション以降では最長となる13者連続奪三振を記録した。
2025年3月27日に開幕ロースター入りした。

## 選手としての特徴
平均90mph台後半・最速100mphのフォーシームを主体とし、90mph前後のスライダー、80mph台前半のスプリットを使用する。
80mph台のスプリットはMLB公式ではSplitterに分類しているが、本人はこれをChitter（チッター）と呼称している。
2023年11月、シカゴ・カブスからウェーバーで放出されたエストラーダは、パドレスに加入後、ピッチングコーチのルーベン・ニエブラと共に、自身のフォーシームを最大限に活かせる新たな球種の開発に取り組んだ。試行錯誤の末、彼は「チッター」と名付けたスプリットチェンジを完成させた。この「チッター」は、いわゆるバルカンチェンジの握りに近く、中指と薬指でボールを挟み込んで投げる球種になっている。

## その他
2021年8月、COVID-19に感染。一時期血中酸素飽和度が70%以下と自発呼吸が出来ない状態となり、生命が危ぶまれるほど重症化した。一命は取り留めたものの、体重は215lb（約98kg）から172lb（約78kg）まで減少。後遺症として嗅覚障害が6週間、味覚障害が1年間、そのほか記憶障害や不眠障害、また心筋炎や肺炎などの症状も見られたことから、退院後2カ月近く自分の部屋から出ることすら出来ない状態であった。症状が快方に向かい始めたのは、2022年のスプリングトレーニングにまで及んだ。

## 詳細情報

### 背番号
- 56（2024年 - ）